# شجرات الحب
شجرات الحب (الاسم العلمي: Philodendreae) هي قبيلة من النباتات تتبع الفصيلة اللوفية من رتبة المزماريات.

## أجناس شجرات الحب
- شجرة الحب